# Klass II i ishockey 1926
Klass II i ishockey 1926 var den tredje säsongen som genomfördes av en andradivision i ishockey i Sverige. Säsongen 1925 hade blivit inställd efter endast ett par matcher p.g.a. mild vinter. Redan då var det tänkt att Klass II skulle spelas i två grupper och den planen genomfördes detta år istället. Södertälje hade fått en plats i Klass II 1925, men eftersom de vann SM hade de flyttats upp till Klass I. B-lagen som tidigare spelat i serien var nu borta och istället hade man fyllt på med lag från Klass III: Karlberg, Lidingö, Olympia, Hermes och Vasa. AIK flyttades till serien efter att de själva hade avstått spel i Klass I, dessutom tillkom Kronoberg som var nya i ishockeyns seriespel. När de båda grupperna spelats färdigt möttes segrarna i en seriefinal där segraren fick en plats i Klass I till den kommande säsongen.

## Poängtabeller
Grupp A
| Nr | Lag             | S | V | O | F | GM | IM | MK   | P |
| -- | --------------- | - | - | - | - | -- | -- | ---- | - |
| 1  | Karlbergs BK    | 3 | 3 | 0 | 0 | 10 | 3  | 3.33 | 6 |
| 2  | AIK             | 3 | 2 | 0 | 1 | 10 | 1  | 10   | 4 |
| 3  | IF Stefaniterna | 3 | 1 | 0 | 2 | 10 | 6  | 1.67 | 2 |
| 4  | Mariebergs IK   | 3 | 0 | 0 | 3 | 4  | 24 | 0.17 | 0 |

Grupp B
| Nr | Lag           | S | V | O | F | GM | IM | MK   | P |
| -- | ------------- | - | - | - | - | -- | -- | ---- | - |
| 1  | Lidingö IF    | 4 | 3 | 1 | 0 | 14 | 3  | 4.67 | 7 |
| 2  | Kronobergs IK | 4 | 3 | 0 | 1 | 30 | 6  | 5    | 6 |
| 3  | IK Hermes     | 4 | 2 | 0 | 2 | 6  | 18 | 0.33 | 4 |
| 4  | IF Olympia    | 4 | 1 | 0 | 3 | 10 | 9  | 1.11 | 2 |
| 5  | Vasa BK       | 4 | 0 | 1 | 3 | 5  | 29 | 0.17 | 1 |

## Kval till Klass I
- Lidingö IF–Karlbergs BK 3–0, Lidingö fick en plats i Klass I nästa säsong.